# 7333 Bec-Borsenberger
7333 Bec-Borsenberger este un asteroid din centura principală de asteroizi.

## Descriere
7333 Bec-Borsenberger este un asteroid din centura principală de asteroizi. A fost descoperit pe 29 septembrie 1987 la Stația Anderson Mesa de Edward L. G. Bowell. Asteroidul prezintă o orbită caracterizată de o semiaxă mare de 2,58 ua, o excentricitate de 0,19 și o înclinație de 8,8° în raport cu ecliptica.